# Арбела (Міссурі)
Арбела (англ. Arbela) — селище (англ. village) в США, в окрузі Скотланд штату Міссурі. Населення — 24 особи (2020).

## Географія
Арбела розташована за координатами 40°27′47″ пн. ш. 92°0′56″ зх. д. / 40.46306° пн. ш. 92.01556° зх. д. (40.463135, -92.015571).  За даними Бюро перепису населення США в 2010 році селище мало площу 0,23 км², уся площа — суходіл.

## Демографія
Згідно з переписом 2010 року, у місті мешкала 41 особа в 20 домогосподарствах у складі 13 родин. Густота населення становила 177 осіб/км².  Було 25 помешкань (108/км²).
Расовий склад населення:
| - 97,6 % — білих - 2,4 % — осіб інших рас |

До двох чи більше рас належало 0,0 %. Частка іспаномовних становила 2,4 % від усіх жителів.
За віковим діапазоном населення розподілялося таким чином: 17,1 % — особи молодші 18 років, 63,4 % — особи у віці 18—64 років, 19,5 % — особи у віці 65 років та старші. Медіана віку мешканця становила 49,5 року. На 100 осіб жіночої статі у місті припадало 86,4 чоловіків;  на 100 жінок у віці від 18 років та старших — 88,9 чоловіків також старших 18 років.
За межею бідності перебувало 26,3 % осіб, у тому числі 0,0 % дітей у віці до 18 років та 50,0 % осіб у віці 65 років та старших.
Цивільне працевлаштоване населення становило 4 особи. Основні галузі зайнятості: роздрібна торгівля — 50,0 %, фінанси, страхування та нерухомість — 25,0 %, освіта, охорона здоров'я та соціальна допомога — 25,0 %.